# غروفر هارمون
غروفر هارمون (بالإنجليزية: Grover Harmon) (9 أغسطس 1989 - ) هو لاعب كرة قدم نيوزلندي في مركز الوسط. شارك مع منتخب جزر كوك لكرة القدم. أما مع النوادي، فقد لعب مع توبابا مارايرينغا.
والده هو لي هارمون الذي يشغل منصب رئيس اتحاد جزر كوك لكرة القدم.

## وصلات خارجية
- غروفر هارمون على موقع الاتحاد الدولي (مؤرشف)  (الإنجليزية)
- غروفر هارمون على موقع قاعدة بيانات كرة القدم.إي يو (الإنجليزية)
- غروفر هارمون على موقع ناشيونال فوتبول تيمز (الإنجليزية)
- غروفر هارمون على موقع Soccerway.com (الإنجليزية)